# Vilniaus metro
Das U-Bahn-Projekt in Vilnius (litauisch Vilniaus metropolitenas) ist ein geplantes U-Bahn-System in der litauischen Hauptstadt Vilnius. Drei Linien sind derzeit vorgeschlagen. Das Ziel ist die Entlastung von Staus, die deutlich in den 1990er und 2000er Jahren zugenommen haben. Im Jahr 2001 hat Bürgermeister Artūras Zuokas die angeforderte internationale Unterstützung für eine Machbarkeitsstudie für das vorgeschlagene System bekommen. Der Vorschlag wurde als Teil des Master-Plans der Stadt Vilnius vom Gemeinderat im Jahr 2002 genehmigt. Systra wurde von der Stadt als Partner ausgewählt. Zurzeit laufen Verhandlungen, ob man statt einer U-Bahn, eine Straßenbahn baut. Im litauischen Parlament Seimas gibt es eine parlamentarische Gruppe zur Unterstützung der Metro-Idee (Metro idėjos paramos parlamentinė grupė), geleitet von Artūras Skardžius.
2018 beschloss der Seimas ein Gesetz zur Implementierung einer Metro, welches 2020 in Kraft getreten ist und privaten Investoren den Bau eines U-Bahnnetzes ermöglicht. 2023 wurde vom litauischen Bauunternehmerverband der Bau einer U-Bahn vorgeschlagen, welche neben der Reduzierung der Verkehrsbelastung im Kriegsfall auch als Luftschutzbunker dienen soll, wobei von einer Bauzeit zwischen zehn und zwölf Jahren und einer Fertigstellung im Jahr 2035 ausgegangen wird.

## Vorgeschlagene Strecken
| Linie    | Strecke                                                 |
| -------- | ------------------------------------------------------- |
| 1 (rot)  | Pilaitė ↔ Valakampiai                                   |
| 2 (grün) | Pašilaičiai ↔ Bahnhof Vilnius ↔ Pašilaičiai (Ringlinie) |
| 3 (blau) | Justiniškės ↔ Saulėtekis                                |